# Heiko Gajewski
Heiko Gajewski (* 5. Februar 1969 in Leipzig) ist ein ehemaliger deutscher Fußballspieler im Sturm. Er spielte für den FC Vorwärts Frankfurt (Oder) und die BSG Energie Cottbus in der DDR-Oberliga.

## Karriere
Gajewski spielte in seiner Jugend von 1975 bis 1986 bei der BSG Aktivist Brieske-Senftenberg. Danach wechselte er zu Vorwärts Frankfurt (Oder). Am 28. Mai 1988 debütierte er in der DDR-Oberliga, als er am 26. Spieltag bei der 1:0-Niederlage gegen den BFC Dynamo in der 57. Minute für Thomas Fischer eingewechselt wurde. 1988 ging Gajewski zur ASG Vorwärts Dessau, für die er fünf Spiele mit einem Tor in der zweitklassigen DDR-Liga absolvierte. Ein Jahr später kehrte er zum FC Vorwärts Frankfurt zurück und spielte fünfmal. Noch im selben Jahr ging er für kurze Zeit zur BSG Chemie Guben. In der DDR-Liga-Saison 1989/90 kam er auf lediglich zwei Einsätze. Ein paar Monate danach wurde Gajewski von Energie Cottbus verpflichtet, für das er 1989/90 fünf Spiele in der Oberliga absolvierte. Danach wechselte er für den Zeitraum von 1990 bis 2000 zum FSV Glückauf Brieske-Senftenberg, das zunächst noch zweitklassig spielte. Anschließend war Gajewski bei mehreren kleineren Vereinen, bevor er 2008 endgültig seine Karriere beendete.
Gajewski trainierte nach seiner Karriere mehrere Mannschaften als Spielertrainer. Beim KSV Tettau/Schraden und beim Kolkwitzer SV war er auch Cheftrainer.